# こうやもゆ
こうや もゆ（1989年10月1日 - ）は、日本のアイドル。活動初期は「荒野 もゆ」と表記していた。2013年秋に、ミスiD2014アマテラス特別賞を受賞した。

## 経歴
2013〜2014年3月末まで、現役のグラビアアイドルが接客する渋谷の飲食店『ココナッツラウンジ』に在籍していた。2013年、講談社主催のミスiD2014にてアマテラス特別賞を受賞する。2014年と2015年の夏、TOKYO IDOL FESTIVALにミスiD枠で出演。2015年8月10日、歌手のミドリカワ書房をゲストに招き、阿佐ヶ谷ロフトAにてイベント「メガネ界の無頼派、もゆ山にのぼせろ-それぞれにXXがある-」を開催する。同年10月より2016年末まで、元SDN48の手束真知子がオーナー兼プロデューサーを務めるコンセプトスペース「発掘!グラドル文化祭」オープニングメンバーとして在籍。
2017年以降は、撮影会、ライブ(自身で作詞作曲を手掛け、アコースティックあるいはエレキギターのサポートを入れた編成をとる)、配信アプリ(pococha、17ライブ、ふわっち、ツイキャス)等で活動している。
毎年2月中旬から4月下旬頃まであまりにも花粉症の症状がひどいため、2017年から「花粉休暇」を取り始める。その期間は、自宅からのライブ配信やSNSの更新が活動の中心となる。
新型コロナウイルス感染症の流行 (2019年-)のため、2020年2月のライブを最後に、ライブハウスでの有観客ライブ・撮影会の活動自粛。
2022年秋より有観客ライブ復帰、2022年冬より撮影会復帰。
2023年3月に10周年を迎え、現在は、有観客ライブ、配信でのアコースティックライブ、1対1のイベントがメインとなっている。

## 出演・ライブ履歴

### イベント・ゲスト出演等
- TOKYO IDOL FESTIVAL 2014（2014年8月2日、ミスiD2013-2015枠として出演）
- こうやもゆ初深夜イベント～もゆさんの初めては俺達のもの～（2015年1月9日、阿佐ヶ谷ロフトA）
- こうやもゆ2周年記念イベント ～3年目は、もっともゆさんが好き～（2015年3月6日、阿佐ヶ谷ロフトA）
- こうやもゆの夜メガネ～夜だから夜っぽい話する～（2015年5月16日、阿佐ヶ谷ロフトA）
- 月例PPD劇場-ぱいぱいでか美の悩める仔羊工房-（2015年4月22日、ゲスト出演、新宿dues）
- TOKYO IDOL FESTIVAL 2015（2015年8月2日、ミスiD枠として出演）
- メガネ界の無頼派、もゆ山にのぼせろ-それぞれにXXがある-（2015年8月10日、阿佐ヶ谷ロフトA）
- やついフェス(2016.6.19 渋谷ヴエノス)ミスiD枠出演
- 鈴木ゆきバースデーライブ ゲスト出演(2017.1.17 西大井タルマッシュ)
- 毛並山もゆみん会(2019.7.6 上北沢MUSIC＆DARTS BAR KUNI  毛並みんと共同開催)

### ワンマンライブ＋配信ライブ記録
- 蕎麦屋貸切もゆ山ライブ (2015.12.23 手打ち蕎麦屋 道心)

- 蕎麦屋貸切もゆ山ライブ(2016.2.13 手打ち蕎麦屋 道心)
- 3周年記念ライブ(2016.3.12 原宿ばぐばぐ)
- もゆ山カレー屋ライブ(2016.4.30 原宿ばぐばぐ)
- こうやもゆ中の人27ちゃい記念イベント(2016.8.28 大久保水族館)
- もゆ山4周年記念&花粉休暇復帰ライブ(2017.4.23 高円寺パンディット)
- もゆ山いべんと(2017.6.4 明大前マイスペース)
- もゆ山いべんと(2017.6.25 明大前マイスペース)
- もゆ山いべんと(2017.8.26 吉祥寺モモカレー)

- もゆ山ライブ酷暑2018 (2018.8.26 代々木アルティカセブン)
- 平日だけどもゆ山ライブ(2018.10.17  上北沢MUSIC＆DARTS BAR KUNI)
- こうやもゆ本当のソロライブ(2018.11.25  上北沢MUSIC＆DARTS BAR KUNI)

- 花粉休暇直前のもゆ山ライブ(2019.2.10  上北沢MUSIC＆DARTS BAR KUNI)
- 花粉休暇復帰記念のもゆ山ライブ(2019.4.28  上北沢MUSIC＆DARTS BAR KUNI)
- 梅雨入り前のもゆ山ライブ(2019.6.1  上北沢MUSIC＆DARTS BAR KUNI)
- 29歳最後のもゆ山ライブ(2019.8.24  上北沢MUSIC＆DARTS BAR KUNI)
- 30歳記念のもゆ山ライブ(2019.8.25  上北沢MUSIC＆DARTS BAR KUNI)
- 20191104もゆ山ライブ(2019.11.4  上北沢MUSIC＆DARTS BAR KUNI)
- 20191130もゆ山ライブ(2019.11.30  上北沢MUSIC＆DARTS BAR KUNI)
- 20191222もゆ山ライブ(2019.12.22  上北沢MUSIC＆DARTS BAR KUNI)
- 20191229もゆ山ライブ(2019.12.29  上北沢MUSIC＆DARTS BAR KUNI)
- 20200215もゆ山ライブ(2020.2.15  上北沢MUSIC＆DARTS BAR KUNI)
- もゆ山配信ライブツイキャス編1(2021.8.29 ツイキャスプレミア配信)
- もゆ山配信ライブツイキャス編2(2021.10.3 ツイキャスプレミア配信)
- もゆ山配信ライブツイキャス編3(2021.11.28 ツイキャスプレミア配信)
- もゆ山配信ライブツイキャス編4(2021.12.26 ツイキャスプレミア配信)
- もゆ山配信ライブツイキャス編5(2022.2.13 ツイキャスプレミア配信)
- もゆ山配信ライブツイキャス編6(2022.5.5ツイキャスプレミア配信)
- もゆ山配信ライブツイキャス編7(2022.6.19ツイキャスプレミア配信)
- もゆ山配信ライブツイキャス編8(2022.8.28ツイキャスプレミア配信)
- 20220917もゆ山ライブ(2022.9.17  上北沢MUSIC＆DARTS BAR KUNI)
- もゆ山配信ライブツイキャス編9(2022.10.2ツイキャスプレミア配信)
- 20221126もゆ山ライブ(2022.11.26 上北沢Bar ShiP)
- もゆ山配信ライブツイキャス編10(2022.12.25ツイキャスプレミア配信)
- もゆ山配信ライブツイキャス編11(2023.1.22ツイキャスプレミア配信)
- 20230211もゆ山ライブ(2023.2.11 下北沢 音倉)
- もゆ山配信ライブ番外編(2023.2.23ツイキャスプレミア配信)
- もゆ山配信ライブツイキャス編12(2023.4.23ツイキャスプレミア配信)
- 20230429もゆ山ライブ(2023.4.29 上北沢Bar ShiP)
- 長野遠征ロビーコンサート(2023.5.15&16 横谷温泉旅館)6021.6022回目
- もゆ山配信ライブツイキャス編13(2023.5.28ツイキャスプレミア配信)
- カフェライブ(2023.6.10 西荻窪TOPOS)
- カフェライブ(2023.7.22 西荻窪TOPOS)

### 舞台
- GULL COMPANY vol.1『その日/比類なき明日の君へ』 (2013年11月、王子MON★STAR)[14]
- 『ブリキの卓袱台(ちゃぶだい)』（2015年11月、千本桜ホール）[15]
- 『ドブ恋６』（2016年6月、千本桜ホール、演出金沢知樹）[16]

### テレビ番組
- マサカメTV「メガネで変わるわよ? SP」（2015年3月14日、NHK総合テレビジョン）[17]

### ミュージック・ビデオ
- バブルこうせん「ロマンチックチック」（2014年）[18]

### 雑誌
- DIME 2016年1月号「新製品360°徹底解剖」（2015年11月16日、小学館）
- PrivateEyes 2017年2月号「ファンとは運命共同体」(2017年1月、近代光学出版社)